# Kourouma
Kourouma ist sowohl eine Gemeinde (französisch commune rurale) als auch ein dasselbe Gebiet umfassendes Departement im westafrikanischen Staat Burkina Faso, in der Region Hauts-Bassins und der Provinz Kénédougou. Die Gemeinde hat 33.837 Einwohner.

## Persönlichkeiten
- Madou Kone (* 1949), Musiker